# Indagine ai confini del sacro
Indagine ai Confini del Sacro è un programma televisivo italiano settimanale di inchiesta giornalistica ideato, scritto e condotto dal giornalista e scrittore David Murgia e in onda dal 2014 su TV2000, emittente televisiva di proprietà della Conferenza Episcopale Italiana.
Con questo programma la Cei affronta il tema dei fenomeni mistici, dei veggenti, delle apparizioni mariane, dei movimenti religiosi e dei culti extraliturgici. 

## Temi trattati
Il programma si è occupato di smascherare, in modo esclusivo, sedicenti veggenti, preti non cattolici e santoni, come nel caso di Paolo Catanzaro, alias Sveva Cardinale, occupandosi anche di nuove realtà socio-religiose come la Chiesa Cristiana della Nuova Gerusalemme di Gallinaro o di fenomeni non canonici come il culto del Glorioso Alberto o quello relativo alle anime "pezzentelle" praticato presso il Cimitero delle Fontanelle.
Nelle puntate sono stati approfonditi i numerosi casi di apparizioni mariane che sarebbero ancora in corso, come il caso di Christian Del Vecchio o delle apparizioni di Velletri e di Trevignano Romano  o dei fenomeni mistici di cui si dice destinataria Gloria Polo . In particolare, per la prima volta, la televisione della Cei si è occupata dei fenomeni relativi a Medjugorje, di miracoli e del mercato nero delle reliquie.
Grazie ad alcune inchieste giornalistiche del programma, sono state mostrate al pubblico le immagini del "Diario" di  Maria Faustina Kowalska e svelato il mistero del vero dipinto della Divina Misericordia.
Questi sono gli argomenti principali più ricorrenti nelle puntate di Indagine ai Confini del Sacro:
- Sindone di Torino
- Guru e "falsi mistici"
- Madonna delle Ghiaie di Bonate
- Santi e Sante con particolari visioni
- Movimenti religiosi
- Fenomeni mistici
- Visionari
- Jacques Hamel
- Miracolo eucaristico e reliquie
- Madonna delle Lacrime
- Il giallo delle reliquie di San Nicola
- Volto Santo di Manoppello
- Veggente delle Tre Fontane e la Vergine della Rivelazione
- Miracoli di Lourdes
- Papi